# London Penny Post

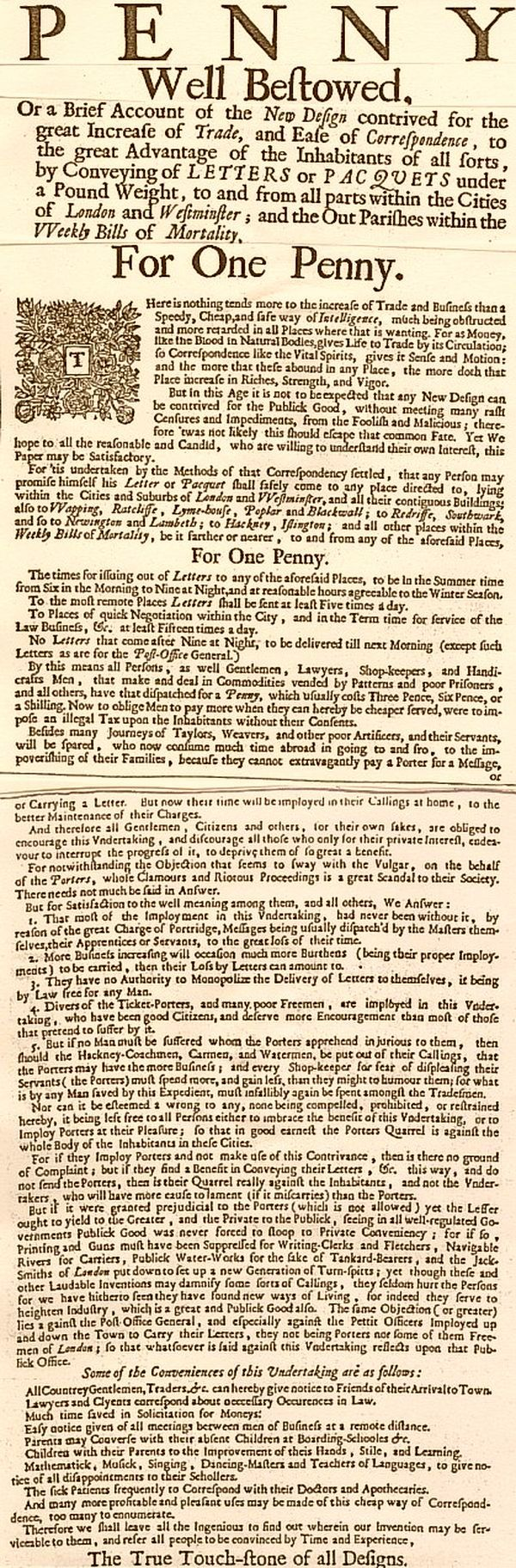
Abbildung 1: Zeitungsanzeige für Penny Post, in der die Service- und Postgebühren sowie die damit verbundenen Vorteile für Handel und Gewerbe angekündigt wurden

London Penny Post war ein britisches Postunternehmen. Es transportierte Post in London und den unmittelbaren Vororten für Porto in Höhe von einem Penny.
Die Penny Post wurde 1680 von William Dockwra und seinem Geschäftspartner Robert Murray gegründet. Dockwra war Kaufmann und Mitglied der Armourer and Brasiers Livery Company und wurde 1663 zum Zolluntersucher für den Hafen von London ernannt. Die Penny Post nahm am 27. März 1680 ihren Betrieb auf. Mehrere Wochen wurden hierfür Zeitungsanzeigen geschaltet. Sie deckte den Bedarf an einem innerstädtischen Postzustellsystem. Es war das erste Postsystem, das die Post mit Handstempeln abstempelte, um Ort und Zeitpunkt des Versands sowie die Vorauszahlung des Portos anzuzeigen. Sie stand in Konkurrenz zum General Post Office. Da sie sich an der Veröffentlichung verschiedener Kritikpunkte an der britischen Monarchie, insbesondere den Duke of York, dem späteren König James II., beteiligte, was zur Übernahme des Unternehmens führte. Der früheste bekannte Poststempel der Penny Post stammt vom 13. Dezember 1680 und wird von manchen als die erste Briefmarke der Welt angesehen.

## Postdienste in London, 1680
Vor der Gründung der London Penny Post gab es in London und Westminster nur ein General Letter Office, das die Post, die für Ziele außerhalb Londons bestimmt war, empfing und zustellte, aber es gab kein System oder Vorkehrungen für die allgemeine Verteilung von Briefen oder Paketen innerhalb der Stadt London selbst. Dockwra und Murray’s Penny Post boten einen solchen Service an. Der neue Penny-Post-Dienst erwies sich für Londons Kaufleute und andere Unternehmen als sehr nützlich und erfreute sich großer Beliebtheit bei der Londoner Bevölkerung, die bisher für die Zustellung von Post oder kleinen Paketen innerhalb der Stadt höhere Gebühren an private Kuriere und Träger zahlen mussten. Mit dem Wachstum des Handels und der Bevölkerung Londons (die zu dieser Zeit etwa eine halbe Million Menschen zählte) gab es eine immer größere Nachfrage nach einem Postsystem, das London und seine Vororte bediente. Mit der günstigen Portopauschale von einem Penny wurde die Penny Post schnell zu einem kommerziellen Erfolg.

## Erstes Postsystem

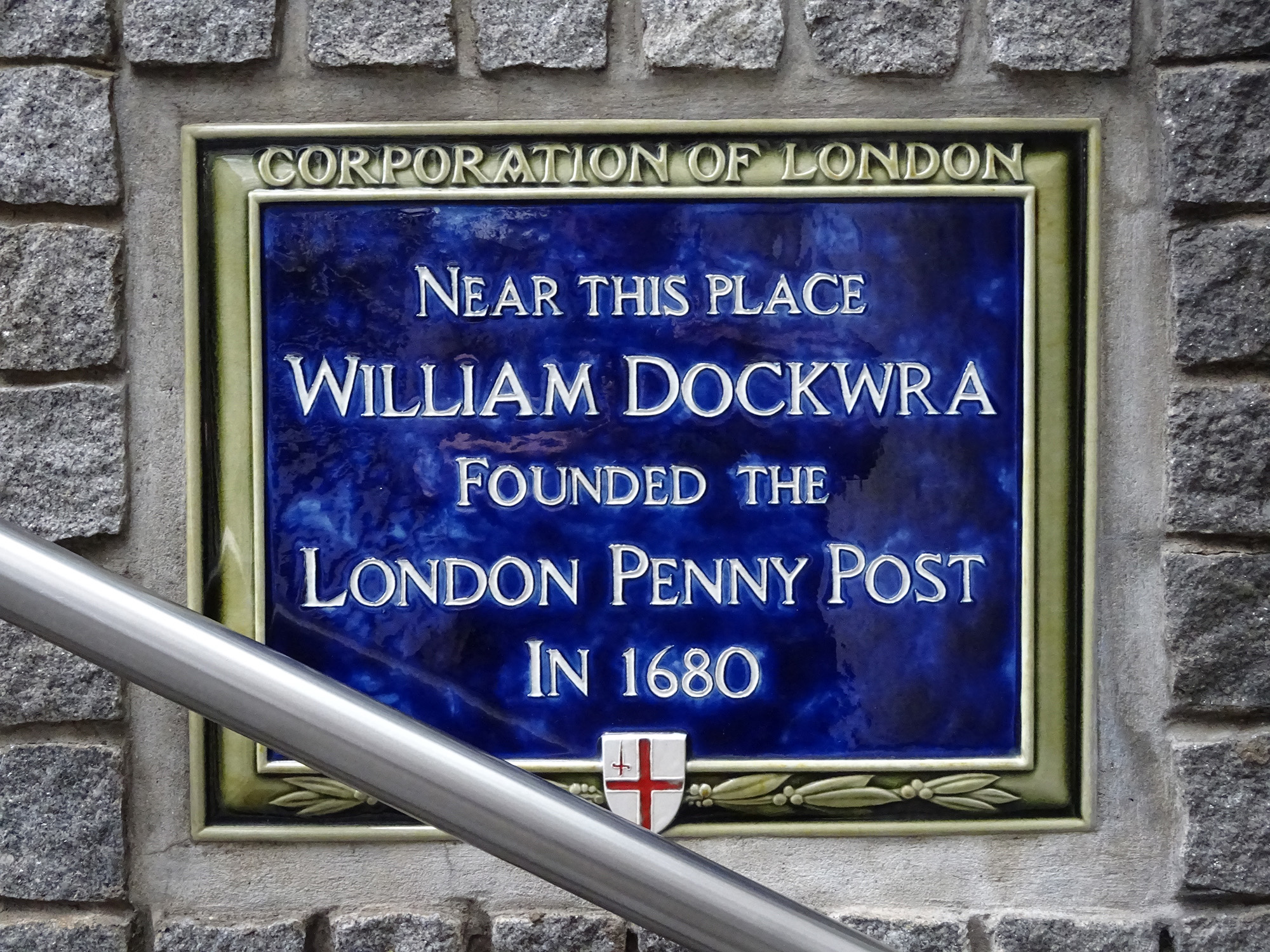
Dockwra plaque in der Lime Street, London

In London wurden mehrere Penny-Post-Büros eingerichtet, in denen Briefe, die in Briefkästen in der ganzen Stadt gesammelt wurden, sortiert und der Zustellung übergeben wurden. Dockwra, Murrey und ihre Partner teilten London einschließlich Westminster, Blackwall, Hackney und Lambeth in sieben Bezirke mit jeweils einem Sortierbüro auf. Sie richteten ein Hauptbüro im Herrenhaus von Dockwra in der Lime Street ein. Dieses gehörte früher Sir Robert Abdy. Sie führte stündliche Abholungen ein. Die Lieferung erfolgte täglich bis zu zehn Mal in London und mindestens sechs Mal in Londoner Vororten wie Hackney und Islington.
Allerdings wurde Robert Murray im Mai 1680 zusammen mit einem anderen Mitarbeiter der Penny Post, George Cowdron, verhaftet, weil er über die Penny Post angeblich aufrührerisches Material verbreitet hatte, das den Herzog von York (später James II.) kritisierte. Somit hatte Dockwra die Penny Post zu leiten. Er baute sie weiter aus und führte zahlreiche Verbesserungen ein. Die Penny Post war zu diesem Zeitpunkt erst ein paar Monaten in Betrieb und befand sich noch in der Entwicklungsphase. Innerhalb von zwei Jahren war die Penny Post so groß geworden, dass in der Stadt London etwa vier- bis fünfhundert Empfangshäuser und Wallboxen eingerichtet wurden, allerdings variieren die Berichte teilweise. Beispielsweise beziffert er in Robert Seymours Survey of London and Westminster, der 1735 veröffentlicht wurde, die Zahl der Empfangshäuser auf über 600. Die Penny Post von Dockwra garantierte für Briefe und Pakete mit einem Gewicht von bis zu einem Pfund ein Zustellung innerhalb von vier Stunden. Mithilfe eines herzförmigen Zeitstempel wurde der Zeitpunkt der Ablieferung vermerkt. Da der neue Postdienst mit seinem günstigen Pauschalpreis von einem Penny für die breite Öffentlichkeit erschwinglich war, wurde er zu einem Erfolg. Somit wurde er zu einem Vorläufer der später Postsysteme in Großbritannien und anderswo. Insbesondere dass Briefe im Voraus bezahlt wurden, gehört zu den großen Innovationen der Penny Post. Um die neuen Intercity-Postdienste der Penny Post anzukündigen, wurden in mehreren Lokalzeitungen öffentliche Bekanntmachungen veröffentlicht (Abbildung 1). Außerdem wurden Bekanntmachungen und Plakate gedruckt und verbreitet.

## Poststempel

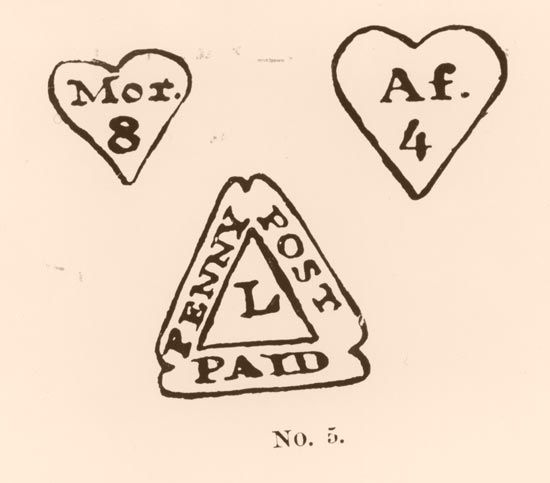
Abbildung 2: Lime St. Postmark und herzförmiger Zeitstempel

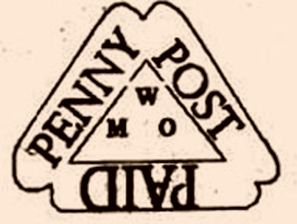
Abbildung 3:Poststempel aus dem Jahre 1681

Wenn die Post eingereicht wurde, wurde der Portosatz von einem Penny berechnet. Außerdem wurden ein dreieckiger Poststempel und ein herzförmiger Zeitstempel auf der Postsendung angebracht, um das Porto zu bestätigen.
Vier Arten von dreieckigen Stempeln wurden zum Frankieren von Post verwendet (Abbildung 4). Einige Historiker sehen in den Stempel die ersten Briefmarken der Welt. Jedes Penny-Postamt hatte seinen eigenen Anfangsbuchstaben. Die Penny Post verwendete auch herzförmige Zeitstempel, einen mit der Abkürzung „Mor“, Kennzeichnung eines Vormittagsbriefes, und einen mit „Af“. Dies zeigte einen Nachmittagsversand an, zusammen mit der Zahl der Stunde. So zeigte z. B. die Ziffer „4“ einen 16-Uhr-Versand an (Abbildung 2). Die dreieckigen Stempel, die 1680 auf Briefen verwendet wurden, unterscheiden sich etwas von späteren Beispielen. Die Stempel von 1680 sind größer, mit der kürzesten Seite des Dreiecks an der Basis.
Die Poststempel auf Postsendungen aus dem Jahr 1681 haben Dreiecke, deren längste Seite sich an der Basis befindet und in deren Dreieck das Wort PAID auf dem Kopf eingraviert ist (Abbildung 3). Es gibt auch Beispiele für Poststempel, bei denen das Wort „paid“ als „PAYD“ geschrieben wird. Der Anfangsbuchstabe befand sich innerhalb des Dreiecks; „L“ steht für das Londoner Büro, „W“ für Westminster, „S“ für das Büro in Saint Paul. Es gibt jedoch Spekulationen, dass die „L“-Markierung auf eine Postsendung aus dem Büro in Dockwras Haus in der Lime St. hinweisen könnte.

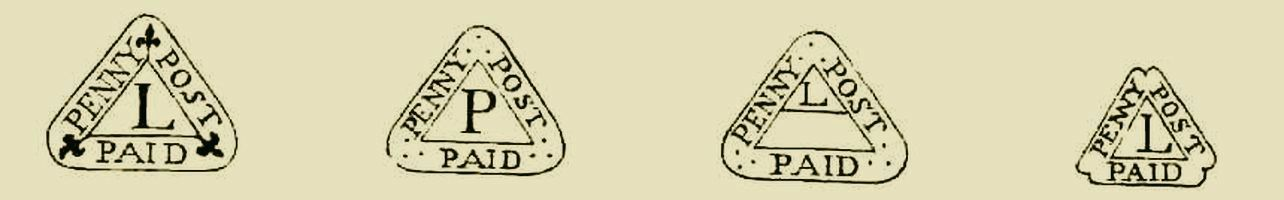
Abbildung 4
~ Stempel der London Penny Post ~In diesen Beispielen identifizierten die Buchstaben in der Mitte das Büro, von dem aus die Post versandt wurde. L = Lime Street und W = Westminster. In den ursprünglichen dreieckigen Poststempeln von Dockwra standen die Worte „PENNY“ immer auf der linken Seite, „POST“ auf der rechten Seite und „PAID“ unten.

## Übernahme der Penny Post
Als die Penny Post 1680 erstmals ins Leben gerufen wurde, gab es großen Widerstand gegen den neuen Dienst. Sein Erfolg nahm dem General Post Office so viele Aufträge ab, dass 1682 eine Zivilklage gegen Dockwra wegen Monopolstellung auf die Postdienste des Staates eingereicht wurde. Es gab viele Kuriere und Träger, die die Penny Post ebenfalls als Bedrohung für die von ihnen angebotenen Zustelldienste betrachteten. Teilweise gab es sogar Übergriffe auf die Boten der Penny Post, Werbeplakate wurden abgerissen und andere Gewalttaten fanden statt. Die Whig unterstützte die Penny Post, die sie zur Verbreitung von Propaganda gegen den Katholizismus und den Duke of York nutzten. Die Protestanten verurteilten das Anliegen als eine Absicht des Herzogs von York und der papistischen Partei. Infolgedessen wurde die Penny Post in diesem Jahr von den Kronbehörden übernommen und Teil des bestehenden General Post Office. Von diesem Zeitpunkt an wurden die Postgebühren schrittweise erhöht.
Die Gewinne der bestehenden General Post Office wurden 1663 James II., dem Duke of York, zugeteilt. Ähnliches sollte nun mit der Penny Post geschehen. Wegen Missachtung des Monopols des General Post Offices erhielt Dockwra eine Geldstrafe von 100 £ und das General Post Office übernahm die Kontrolle der Geschäftstätigkeit der Penny Post im Jahr 1682. Weniger als einen Monat später wurde die London Penny Post zu einer Zweigstelle des General Post Office. Als Ausgleich für seine Verluste erhielt Dockwra nach der Revolution von 1688 eine Rente von 500 Pfund pro Jahr.
Im Laufe der Jahre nutzten aufeinanderfolgende Regierungen die Gewinne des General Post Office und der London Penny Post als Einnahmequellen. Der Großteil der Einnahmen der Penny Post wurde zur Finanzierung der Kriege mit Frankreich verwendet, die fast ununterbrochenen geführt wurden. Als der Finanzbedarf für die Kriege immer höher wurde, stiegen die Portokosten deutlich an. Dies führte zu einer zunehmenden öffentlichen Unzufriedenheit und Kritik an den hohen Portogebühren. Bald waren die Kosten für einen Brief, der quer durch London verschickt wurde, höher als ein durchschnittlicher Tageslohn. Dieser Zustand bestand für mehr als 100 Jahre und die zunehmenden öffentlichen Beschwerden führten 1835 zu einem Untersuchungsausschuss. Aufgrund der Exzesse und Indiskretionen der Postbehörden und der dringend erforderlichen Reformen veröffentlichte Rowland Hill ein Pamphlet mit dem Titel Post Office Reform, das zu mehreren Reformen und zur Einführung der ersten Briefmarke, der Penny Black, führte. Dies führte zur Vereinfachung und einer Erhöhung der Benutzerfreundlichkeit.